# Dugi Rat
Dugi Rat (italienska: Punta Lunga) är en ort och kommun i Kroatien. I den senaste folkräkningen (2011) hade kommunen 7 092 invånare varav majoriteten (98,43 procent) var kroater.  I kommunen ingår de tre samhällena Duće, centralorten Dugi Rat och Krilo-Jesenice.  
Dugi Rat är belägen vid Adriatiska havet, sydöst om Split och nordväst om Omiš i Split-Dalmatiens län. Kommunens namn 'Dugi Rat' översatt till svenska betyder "lång udde". 